# Eriochrysis warmingiana
Eriochrysis warmingiana är en gräsart som först beskrevs av Eduard Hackel, och fick sitt nu gällande namn av João Geraldo Kuhlmann. Eriochrysis warmingiana ingår i släktet Eriochrysis och familjen gräs. Inga underarter finns listade i Catalogue of Life.